# Jiǎng
Jiang is een Chinese familienaam. In Hongkong wordt deze naam door HK-romanisatie geromaniseerd als Cheung en in Macau als Cheong. Jiang staat op de 13e plaats in de Baijiaxing.
- Koreaans: 장
- Vietnamees: Tưởng

Jiang is door de geschiedenis heen een familie geworden dat zich vooral in Zuidelijk China vestigde.
De Jiangs hebben twee tanghaos:
- Zhongshantang (鐘山堂)
- Jiuhoutang (九侯堂)

## Oorsprong
De familienaam Jiang heeft drie oorsprongen:
1. de familienaam Ji (姬). De vierde zoon van Zhougongdan werd hertog van het rijk Jiang. Dit rijk werd later door het Chu-rijk veroverd. De nazaten van de oude monarchie accepteerden Jiang als hun nieuwe familienaam.
2. de familienaam Zi (子). De nazaten van de monarchie van de Shang-dynastie.
3. de familienaam Jiangwa (蔣佳氏). De Mantsjoes met deze familienaam veranderden hun naam door sinificatie.

De eerste Jiangs die naar zuidelijk China trokken, kwamen aan in Yixing. Het merendeel van de Jiangs voorouders kwamen vanuit Yixing.

## Bekende personen met de naam 蒋
- Chiang Kai-shek/Jiang Jieshi, Chinese dictator
- Ai Qing/Jiang Zhenghan, Chinees schrijver
- Ai Weiwei (Ai Qing was zijn vader)
- Chiang Ching-Kwo/Jiang Jingguo, zoon van Jiang Jieshi
- Jiang Dawei, Chinees zanger
- Ram Chiang Chi-Kwong, Chinees acteur en zanger
- Coco Jiang Yi, Chinees model uit Suzhou
- Jiang Zhenghua (蒋正华), Chinees politicus
- Chiang Yen-Sh' (蔣彥士), secretaris van Jiang Jieshi